# کنفدراسیون آرژانتین
کنفدراسیون آرژانتین (به اسپانیایی: Confederación Argentina) آخرین حکومت سلف آرژانتین امروزی بود. طبق اصل ۳۵ قانون اساسی آرژانتین، کنفدراسیون آرژانیتن هنوز یکی از نام‌های رسمی این کشور است. این نام از ۱۸۳۱ تا ۱۸۵۲ اسم قالب کشور بود؛ زیرا در این بازه زمانی آرژانتین یک کنفدراسیون بدون رئیس کشور بود. فرماندار استان بوئنوس آیرس (خوان مانوئل دو روساس در بیشتر این بازه زمانی) روابط خارجی را مدیریت می‌کرد. تحت این رژیم سیاسی، کنفدراسیون آرژانتین توانست جنگ‌های داخلی آرژانتین را پشت سر گذاشته و در برابر حملات کشورهای برزیل، بولیوی، اروگوئه، فرانسه و بریتانیا و همچنین سایر جناح‌های متخاصم با آرژانتین، مقاومت کند.
روساس در سال ۱۸۵۲ پس از نبرد کاسروس، توسط خوستو خوزه د اورکیزا، از قدرت برکنار شد. اورکیزا مجمع مؤسسان ۱۸۵۳ را برای نوشتن قانون اساسی ملی تشکیل داد. شهر بوئنوس آیرس در برابر تصمیم اورکیزا مقاومت کرد و در سال ۱۸۵۲ از کنفدراسیون جدا شد و به دولت بوئنوس آیرس تبدیل شد. نهایتاً این شهر در سال ۱۸۶۱ به آرژانتین بازگشت.

## تاریخ
قلمرو آرژانتین مدرن زیرمجموعه ای (تقریباً 1/3) از نایب‌الملک‌نشین ریو د لا پلاتا بود، مستعمره ای از اسپانیا که شامل بولیوی امروزی، اروگوئه، بخشی از شیلی و پرو و بیشتر پاراگوئه نیز می شد.انقلاب مه در بوئنوس آیرس جنگ استقلال آرژانتین را آغاز کرد که در آن پیروز شد.این کشور به استان‌های متحد ریو د لا پلاتا تغییر نام داد.بولیوی و پاراگوئه مدرن در جریان درگیری از دست رفتند و به کشورهای جدیدی تبدیل شدند.اروگوئه در سال 1816 مورد حمله و ضمیمه برزیل قرار گرفت تا اینکه سی و سه شرقی شورشی را برای پیوستن مجدد به استان های متحد رهبری کردند.این جنگ سیسپلاتین را آغاز کرد که با کنوانسیون صلح ابتدایی که اروگوئه را به یک کشور جدید تبدیل کرد، پایان یافت.

### کودتا، جنگ داخلی و ناآرامی
در سال 1828، پس از بازگشت نیروهای آرژانتینی از جنگ به بوئنوس آیرس، فرماندار فدرالیست مانوئل دورگو توسط خوان لاواله، از حزب وحدت گرا سرنگون و اعدام شد.دومی با حمایت خوزه ماریا پاز در کوردوبا که خوان باوتیستا بوستوس را برکنار کرد و اقدامات مشابهی را انجام داد، کارزاری را علیه همه فدرال‌ها آغاز کرد.استاندار خوان مانوئل ده روساس، که به طور عملگرایانه به احزاب پیوست، مقاومت علیه لاواله را سازماندهی کرد.او با استانیسلائو لوپز، کائودیلو و حاکم استان سانتافه متحد شد و آنها لاواله را در نبرد پل مارکز در آوریل 1829 شکست دادند.هنگامی که روساس در نوامبر همان سال وارد شهر بوئنوس آیرس شد، هم به عنوان یک رهبر نظامی پیروز و هم به عنوان رئیس فدرالیست ها مورد استقبال قرار گرفت.لاواله از دولت اخراج شد و قوه مقننه احیا شد.
پاز با استان هایی که به او ملحق شدند اتحادیه یکتایی را سازماندهی کرد و روساس پیمان فدرال را با استان انتره ریوس و سانتافه امضا کرد.همه استان های متحد شکست خوردند و به پیمان پیوستند و به کنفدراسیون آرژانتین تبدیل شدند.با این وجود، روساس از ادامه سمت فرمانداری پس از پیروزی خودداری کرد و دوره او در سال 1832 به پایان رسید.
پس از کسب استقلال، آرژانتین به مناطق وسیعی از سرزمین های بومی حمله کرده و آن ها را فتح کرده بود.مردم بومی حملاتی به نام مالون انجام دادند.روساس بوئنوس آیرس را ترک کرد و اولین کارزار را در صحرای جنوب انجام داد تا از چنین حملات بیشتر جلوگیری کند.این کارزار اقدامات نظامی و مذاکرات را ترکیب کرد و موفق شد برای چندین سال از مالون جلوگیری کند.با وجود غیبت، نفوذ سیاسی روساس در بوئنوس آیرس همچنان قوی بود و همسرش انکارناسیون ازکورا مسئول حفظ روابط خوب با مردم شهر بود.
در 11 اکتبر 1833، شهر مملو از اعلامیه‌هایی مبنی بر محاکمه علیه «بازگرداننده قوانین» (روزنامه‌ای، اما به‌عنوان محاکمه‌ای علیه خود روساس که این عنوان را داشت) اشتباه گرفته شد.تعداد زیادی از گاوچوها و مردم فقیر انقلاب مرمت‌کنندگان را تحریک کردند، تظاهراتی در مقابل دروازه‌های قوه مقننه، ستایش روساس و خواهان استعفای فرماندار خوان رامون بالکارس، وزیر سابق روساس.نیروهایی که برای مبارزه با تظاهرات سازماندهی شده بودند در عوض شورش کردند و به آنها پیوستند.قانونگذار سرانجام از محاکمه منصرف شد و یک ماه بعد بالکارس را برکنار کرد و خوان خوزه ویامونته، یکی از حامیان سابق اتحاد گرایان را جایگزین او کرد.با این حال، ناآرامی های اجتماعی بسیاری از مردم را به این باور رساند که فقط روساس می تواند نظم را تامین کند و ویامونته یا مانوئل ویسنته مازا که در سال 1834 به عنوان یک سازش به فرمانداری منصوب شده بود، قادر به انجام این کار نیستند.قتل در کوردوبا در فوریه 1835 فاکوندو کیروگا، یک میانجی فدرالیست که مازا برای اختلاف بین استان‌ها فرستاده بود، این باور را افزایش داد، بنابراین قانونگذار اواخر سال، با مجموع قدرت عمومی، روساس را به فرمانداری منصوب کرد.

### حکومت روساس و جنگ
روساس در سالهای اول دولت دوم خود با یک تهدید نظامی سخت مواجه شد.ابتدا، کنفدراسیون پرو-بولیوی در شمال جنگ کنفدراسیون را علیه آرژانتین و شیلی اعلام کرد.سپس، فرانسه درخواست‌های دیپلماتیکی را مطرح کرد که توسط روساس رد شد و متعاقباً محاصره دریایی را در نتیجه اعمال کرد.فرانسه به جزیره مارتین گارسیا حمله کرد و مانوئل اوریبه رئیس جمهور اروگوئه را برکنار کرد و به جای آن فروکتوئوسو ریورا وفادار را منصوب کرد که در حمایت از فرانسه به آرژانتین اعلام جنگ کرد.دومینگو کالن، اهل سانتافه، جدایی همه استان ها را ترویج کرد و بوینس آیرس را در درگیری تنها گذاشت.برون د آسترادا، از کورینتس، با روساس نیز مخالفت کرد و خوان لاواله ارتشی را برای تصرف بوئنوس آیرس ترتیب داد.دامداران در چاسکوموس شورش کردند و شبه نظامیان "آزادگان جنوب" را سازماندهی کردند.
روساس بر همه این تهدیدها غلبه کرد.کنفدراسیون پرو - بولیوی توسط شیلی شکست خورد و دیگر وجود نداشت.کالن شکست خورد و تیرباران شد و آسترادا توسط خوستو خوزه دی اورکیزا شکست خورد.دامداران نیز شکست خوردند.مانوئل مورنو، دیپلمات، اعتراضات تجار بریتانیایی در بوینس آیرس را که تحت تأثیر محاصره قرار گرفته بودند، هدایت کرد.این به شک فرانسوی ها در مورد حفظ درگیری که آنها انتظار داشتند بسیار کوتاه باشد افزود.فرانسه سرانجام با معاهده ماکائو-آرانا محاصره را لغو کرد.لاواله حمایت فرانسه را از دست داد اما به هر حال به دنبال ادامه درگیری بود.او قبل از رسیدن به بوئنوس آیرس، بدون شروع هیچ جنگی عقب نشینی کرد و به سمت شمال گریخت.او توسط اوریبه، که اکنون مسئول ارتش آرژانتین است، تعقیب شد و در شرایط نامشخصی درگذشت.
با وجود شکست فرانسه، اروگوئه همچنان یک تئاتر جنگی باز بود.مانوئل اوریبه ادعا کرد که رئیس جمهور قانونی اروگوئه است و جنگ داخلی اروگوئه را علیه ریورا به راه انداخت.روساس از اوریبه در درگیری حمایت کرد، زیرا اروگوئه هنوز در حال جنگ با آرژانتین بود.اوریبه مونته ویدئو را محاصره کرد.بریتانیا و فرانسه با ریورا متحد شدند، نیروی دریایی آرژانتین را تصرف کردند و محاصره دریایی جدیدی را علیه بوئنوس آیرس آغاز کردند.جوزپه گاریبالدی با کمک سربازان ایتالیایی به ایمن سازی رود اروگوئه کمک کرد.یک اکسپدیشن جدید سعی کرد با حرکت به پاراگوئه و بازگشت، رودخانه پارانا را ایمن کند.ارتش آرژانتین در برابر تهاجم به رودخانه در چندین نقطه در امتداد پارانا مقاومت کرد، اما نتوانست آنها را متوقف کند.اما خسارات وارده به کشتی‌های انگلیسی و فرانسوی به حدی بود که هر دو کشور در نهایت استعفا دادند و محاصره را لغو کردند.

#### خواسته های دامداران و تبعید روساس
خوستو خوزه د اورکیزا، فرماندار انتره ریوس، تاکنون از روساس حمایت کرده بود، اما دامداران استان او اقتصاد رو به گسترشی داشتند و می خواستند یک آداب و رسوم محلی داشته باشند که بتواند مستقیماً با سایر کشورها تجارت کند.بندر بوئنوس آیرس این حق انحصاری را داشت.انتره ریوس همچنین خواستار فدرال شدن درآمد ملی حاصل از صادرات و فراخوان مجلس مؤسسان برای نوشتن قانون اساسی، همانطور که در پیمان فدرال آمده است، شد.اورکیزا به جای تفویض چنین اختیاراتی به بوئنوس آیرس،یک شورش نظامی انجام داد و حقوق آنتر ریوس برای تجارت و مذاکره با سایر کشورها را از سر گرفت.روساس علیه او اعلام جنگ کرد، اما اورکیزا در نبرد کازروس روساس را شکست داد و او را مجبور به تبعید کرد.

### جدایی و بازگشت بوئنوس آیرس
اورکیزا یک متحد گرا نبود، بلکه فدرالیست دیگری مانند روزاس بود.از این رو، متحدان از او حمایت نکردند، بلکه مانند روساس با او مخالفت کردند.جاه طلبی اورکیزا برای کاهش تمرکزگرایی ملی بوئنوس آیرس و ترویج فدرالیزاسیون بالاتر کشور باعث ایجاد درگیری با متحدان شد.اورکیزا موافقت نامه سن نیکلاس را نامید، به طوری که همه استان ها موافقت کردند که مجلس مؤسسان 1853 را تشکیل دهند.در بوئنوس آیرس با این امر مقاومت شد و اتحاد گرایان از غیبت موقت اورکیزا در شهر برای اجرای انقلاب 11 سپتامبر و جدا کردن بوینس آیرس از کنفدراسیون استفاده کردند.اکنون ایالت بوئنوس آیرس بود و سایر استان های آرژانتین اکنون کنفدراسیون آرژانتین بودند.
مانوئل گیرمو پینتو به فرمانداری بوئنوس آیرس منصوب شد و نمایندگان را از مجلس مؤسسان برکنار کرد.پایتخت کنفدراسیون اکنون در پارانا، انتره ریوس قرار داشت.بوئنوس آیرس برای جلوگیری از کار مجمع اقدام به اقدامات نظامی علیه کنفدراسیون کرد، اما شکست خورد.قانون اساسی آرژانتین در سال 1853 در 1 مه 1853 تصویب شد و بوئنوس آیرس را به بازگشت دعوت کرد.بوئنوس آیرس قانون اساسی خود را در سال 1854 نوشت. هر دو کشور، کنفدراسیون و ایالت بوینس آیرس، وضعیت موجود را پذیرفتند و خطر جدی برای دائمی شدن جدایی وجود داشت.
کنفدراسیون در سال 1856 به بوینس آیرس به رهبری جرونیمو کاستا حمله کرد که توسط بارتولومه میتره شکست خورد.میتره 140 زندانی گرفت: او 125 نفر از آنها را اعدام کرد
در سال 1857، میتره و سایر سیاستمداران در بوئنوس آیرس در نظر گرفتند که جدایی را قطعی کنند و نام ایالت را به "جمهوری ریو دو لا پلاتا" تغییر دهند.دومینگو فوستینو سارمینتو که درگیری های خود را با میتره آغاز کرد، در برابر این پروژه مقاومت کرد.این پروژه حمایت مردمی پیدا نکرد و فراموش شد.
کنفدراسیون با قتل نازاریو بناویدز، اهل سن خوان، که توسط هواداران سارمینتو انجام شد، آشوب سیاسی داشت.اورکیزا میتره را در نبرد Cepeda شکست داد و شهر را محاصره کرد.اکثر فدرال ها فکر می کردند که اورکیزا باید بوئنوس آیرس را اشغال کند و قانون اساسی را بر استان شورشی تحمیل کند.با این حال، اورکیزا فقط بیرون ماند و به دنبال میانجی گری فرانسیسکو سولانو لوپز پاراگوئه ای بود.بوئنوس آیرس برای پذیرش قانون اساسی ملی یا درخواست اصلاحات، مجلس مؤسسان را فراخواند و دوباره به کنفدراسیون بپیوندد.
مجمع درخواست اصلاحات متعددی کرد که مهمترین آنها این بود که بوینس آیرس پایتخت آرژانتین نخواهد بود.این به شهر اجازه می دهد تا استفاده انحصاری از بندر را حفظ کند.با سانتیاگو درکی به عنوان رئیس جدید کنفدراسیون، اصلاحات پذیرفته شد و قانون اساسی جدید ملی اعلام شد.با این حال، قتل فرماندار خوزه آنتونیو ویراسورو درگیری های نظامی جدیدی بین بوئنوس آیرس و کنفدراسیون ایجاد کرد.میتره در نبرد پاون در سال 1861 اورکیزا را شکست داد و بوئنوس آیرس به کنفدراسیون بازگشت که سپس به جمهوری مدرن آرژانتین تبدیل شد.